# Discografia de Ava Max
A discografia de Ava Max, uma cantora e compositora norte-americana consiste em dois álbuns de estúdio, 2 EP's, 15 singles (incluindo 5 como artista convidada), 7 singles promocionais e 14 videoclipes.

## Álbuns

### Álbuns de estúdio
| Álbum                  | Detalhes do álbum |
| ---------------------- | --- |
| Heaven & Hell          | - Lançamento: 18 de setembro de 2020 - Gravadora: Atlantic - Formato(s): CD, vinil, cassete, download digital, streaming |
| Diamonds & Dancefloors | - Lançamento: 27 de janeiro de 2023 - Gravadora: Atlantic - Formato(s): CD, vinil, cassete, download digital, streaming  |
| Don't Click Play       | - Lançamento: 22 de Agosto de 2025 - Gravadora: Atlantic - Formato(s): CD, vinil, download digital, streaming            |

## Extended plays(EPs)
| EP                           | Detalhes                                                         |
| ---------------------------- | ---------------------------------------------------------------- |
| Amanda Kay                   | - Lançamento: 2008 - Gravadora: Denny Hits                       |
| A Sweet but Psycho Halloween | - Lançamento: 1 de outubro de 2022 - Gravadora: Atlantic Records |

## Singles

### Como artista principal
| 2018                                                                                 | "Sweet but Psycho"                | 10 | 1  | 2  | 8   | 3  | 1  | 1  | 1  | 1  | 1  | - RIAA: 2× Platina - PMB: Diamante - ARIA: 5× Platina - BPI: 2× Platina - BVMI: 3× Ouro - SNEP: Diamante - IFPI SUI: 4× Platina - IFPI NOR: Platina - RMNZ: Platina | Heaven & Hell                  |
| 2019                                                                                 | "So Am I"                         | —  | 21 | 14 | 58  | —  | 2  | 23 | 16 | 18 | 13 | - RIAA: Ouro - PMB: Platina - ARIA: Platina - BPI: Ouro - IFPI SUI: Platina - BVMI: Ouro - SNEP: Ouro                                                               | Heaven & Hell                  |
| 2019                                                                                 | "Torn"                            | —  | 59 | —  | 106 | 83 | —  | —  | —  | 28 | 87 | - PMB: Ouro - FIMI: Ouro - IFPI SUI: Ouro - SNEP: Ouro | Heaven & Hell                  |
| 2019                                                                                 | "Tabú" (com Pablo Alborán)        | —  | —  | —  | —   | —  | —  | —  | —  | —  | —  | | Tabú                           |
| 2019                                                                                 | "Salt"                            | —  | 33 | —  | 65  | —  | 5  | —  | 35 | 24 | —  | - PMB: Ouro - BVMI: Ouro - SNEP: Ouro | Heaven & Hell                  |
| 2019                                                                                 | "Alone, Pt. II" (com Alan Walker) | —  | 47 | —  | 68  | —  | 4  | —  | 25 | 47 | —  | | Não adicionando à nenhum álbum |
| 2020                                                                                 | "Kings & Queens"                  | 66 | 16 | 40 | 32  | 38 | 7  | 20 | 21 | 5  | 19 | - PMB: Ouro - FIMI: Ouro - BPI: Prata - BVMI: Ouro - SNEP: Ouro | Heaven & Hell                  |
| 2020                                                                                 | "Who's Laughing Now"              | —  | 89 | —  | 154 | —  | 11 | —  | 71 | 49 | —  | | Heaven & Hell                  |
| 2020                                                                                 | "OMG What's Happening"            | —  | —  | —  | —   | —  | —  | 32 | 72 | 65 | —  | | Heaven & Hell                  |
| 2020                                                                                 | "Naked"                           | —  | —  | —  | —   | —  | —  | —  | —  | —  | —  | | Heaven & Hell                  |
| "—" denota singles que não entraram nas tabelas ou não foram lançados no território. |                                   |    |    |    |     |    |    |    |    |    |    | |                                |

### Como artista convidada
| 2015                                                                                 | "Take Away the Pain" (Project 46 com part. de Ava Max) | —  | —  | Beautiful                     |
| 2017                                                                                 | "Clap Your Hands" (Le Youth com part. de Ava Max)      | —  | —  | Não adicionado à nenhum álbum |
| 2018                                                                                 | "Into Your Arms" (Witt Lowry com part. de Ava Max)     | —  | —  | Não adicionado à nenhum álbum |
| 2018                                                                                 | "Make Up" (Vice e Jason Derulo com part. de Ava Max)   | —  | 40 | Não adicionado à nenhum álbum |
| 2019                                                                                 | "Slow Dance" (AJ Mitchell com part. de Ava Max)        | 28 | —  | Slow Dance                    |
| "—" denota singles que não entraram nas tabelas ou não foram lançados no território. |                                                        |    |    |                               |